# Головаш Юрій Михайлович
Юрій Михайлович Голова́ш (нар. 5 травня 1934, Харків) — український радянський художник і педагог; член Харківської організації Спілки радянських художників України з 1969 року.

## Біографія
Народився 5 травня 1934 року в місті Харкові (нині Україна). Протягом 1950—1958 років навчався у Харківському художньому училищі, був учнем Петра Шигимаги; 1959 року вступив до Харківського художнього інституту. У 1963—1965 роках навчався у Харківському художньо-промисловому інституті, де його викладачами були Василь Мироненко, Григорій Бондаренко. Дипломна робота — серія кольорових ліногравюр «Харків сьогодні» (керівник Володимир Селезньов). Одночасно працював художнім редактором видавництва «Прапор».
З 1965 року викладав у Харківському художньо-промисловому інституті. Серед учнів: Віктор Ігуменцев, Сергій Завгородній, Лідія Клименко, Вадим Ковиршин. Мешкав у Харкові в будинку на вулиці Матросова, № 8, квартира № 55. У 1980 роках емігрував до Ізраїлю.

## Творчість
Працював у галузях станкової і книжкової графіки, плаката, монументального живопису. Серед робіт:
- екслібриси (1962—1965);
- плакат «І мене в сім'ї великій» (1964);

ілюстрації
- книги «Звенигорське сонце» (1965) і «Історія однієї юності» (1967, у співавторстві) Івана Шутова;
- до поеми «Полтава» Олександра Пушкіна (1974);

серії
- «Харків» (1966—1972, ліногравюри):
  - «Нова набережна ріки Харків» (1972);
- «Пісні дідів і батьків» (1967);
- «Там, вдалині за рікою» (1968);
- «За мотивами комсомольських пісень» (1968, кольорові ліногравюри);
- «Ленін і тепер живіший за всіх живих» (1970, кольорові ліногравюри);
- «В'єтнам» (1976);

монументальні роботи
- мозаїки: декоративний фриз «Моторобудування в СРСР» (1974, Харківський завод тракторних двигунів); триптих «Новий Бєлгород», «Будівництво», «Технологія» (1976, Бєлгородський технологічний інститут будматеріалів);
- стели меморіалу у лісопарку Харкова — «1941», «1943», «Салют полеглим», «Переможний прапор», «Вічний вогонь», «Перемога» (1977).

Брав участь у республіканських виставках з 1964 року.